# José Sebastián de Goyeneche y Barreda
Pour les autres membres de la famille, voir Goyeneche.
José Sebastián de Goyeneche y Barreda, né à Arequipa (Pérou) le 19 janvier 1784 et mort à Lima (Pérou) le 19 février 1872, est un prélat  péruvien qui fut archevêque de Lima.

## Biographie
Fils du militaire et fortuné baztanais (habitant de la vallée du Baztan en Navarre) Juan de Goyeneche y Aguerrevere, il commence son éducation au collège de l'Immaculée-Conception de la ville d'Arequipa pour terminer ensuite ses études à Lima en 1804.
Il commence sa carrière publique avec le modeste titre de substitut de la chaire de prime de théologie de l'université de San Marcos. Il est reçu avocat à l'audience de Lima le 16 octobre 1807. Il est rapidement nommé assesseur au tribunal du consulat (5 février 1807), assesseur au tribunal des mines (22 avril 1807) et avocat défenseur des pauvres dans les causes criminelles, remplissant toutes ces fonctions avec grand zèle.
Au regard de ses mérites, le monarque espagnol le décore de l'ordre de Saint Jean le 20 juillet 1807.

### Sacerdoce

Emblème du protonotaire apostolique.

En cette même année 1807, Goyeneche embrasse l'état sacerdotal. L'évêque élu de Santa Cruz de la Sierra, Francisco Javier de Aldazábal, le nomme examinateur synodal de cet évêché et son consultant de chambre le 11 mai 1808.
Il assure successivement les charges de curé intérimaire de la doctrine de Calca (Cuzco au Pérou), protonotaire apostolique, gouverneur ecclésiastique de l'évêque d'Arequipa et à partir du 17 septembre 1811, curé de la paroisse de Santa Marta de cette même localité, bénéfice qu'il obtient ensuite en propriété. En 1816, il est nommé inquisiteur apostolique honoraire du saint office de Lima par l'évêque d'Almería (Espagne).
En cette même année, par la mort de l'évêque d'Arequipa, Goyeneche est élu juge particulier pour recouvrer les dettes du prélat défunt et vicaire capitulaire, en qualité de suppléant de l'archidiacre.

### Évêque d'Arequipa
Le 14 avril 1817, le pape le nomme évêque d'Arequipa. Il est consacré à Lima le 2 août 1818 par l'archevêque Bartolomé Mª de las Heras. Les pontifes Léon XIII et Grégoire XVI le nomment, le premier, prélat domestique et assistant au sacre solio pontifice[Quoi ?] et le second, visiteur des contrôleurs de toute l'Amérique méridionale.
Le roi Fernand VII le décore de la Grande Croix de l'ordre d'Isabelle la Catholique.

### Archevêque de Lima et primat du Pérou
Le grand maréchal Ramón Castilla le propose comme archevêque de Lima et Pie IX le préconise le 26 septembre 1859. Le 19 novembre, il reçoit le pallium des mains de l'évêque de Trujillo (Pérou).
Parmi les travaux importants réalisés comme prélat, on retiendra particulièrement l'organisation complète du séminaire, conformément aux prescriptions formulées au concile de Trente.
Dans son testament, il lègue une importante somme d'argent pour la construction d'un hôpital dans la ville d'Arequipa. Sans aucun doute, le gouvernement se servit de cet argent pour soutenir la guerre avec le Chili. La grande œuvre de l'hôpital que l'archevêque Goyeneche voulait laisser en tant que legs à la ville d'Arequipa a pu se réaliser grâce aux neveux de celui-ci: Le comte de Guaqui, la duchesse de Goyeneche, les ducs de Gamio et Don José Sebastian de Goyeneche y Gamio, qui construisirent avec leur fonds le somptueux hôpital qui est visible encore aujourd'hui sur l'avenue Goyeneche de cette ville, juste en face du monument que la ville d'Arequipa décida d'ériger par souscription publique à son évêque et à famille Goyeneche.
Il meurt à Lima le 19 février 1872 et ses restes sont enterrés dans la cathédrale de Lima.

## Source de traduction
- (es) Cet article est partiellement ou en totalité issu de l’article de Wikipédia en espagnol intitulé « José Sebastián de Goyeneche y Barreda » (voir la liste des auteurs).